# Хафизов, Саври
Саври Хафизов — советский хозяйственный и государственный деятель, лауреат Государственной премии СССР за выдающиеся достижения в труде.

## Биография
Родился в 1929 году на территории современного Вабкентского района Бухарской области. Член КПСС.
В 1937—1989 годах — подпасок, пастух чабан, рабочий, звеньевой хлопководческогл звена, бригадир хлопководческой бригады колхоза «Зеравшан» Вабкентского района Бухарской области Узбекской ССР.
Заслуженный хлопкороб Узбекской ССР.
В одиннадцатой пятилетке среднегодовая урожайность хлопчатника составила 49.2 ц/га с 95 га. На каждого работника бригады было произведено по 2300 советских рублей продукции, за пятилетку получено около 320 000 советских рублей прибыли.
За обеспечение устойчивого роста производства сахарной свёклы, картофеля, хлопка, овощных и других с/х культур, повышение производительности труда и снижение себестоимости продукции на основе внедрения индустриальных технологий был в составе коллектива удостоен Государственной премии СССР за выдающиеся достижения в труде 1985 года.
Делегат XXVII съезда КПСС.
Жил в Бухарской области.

## Награды
- Орден Ленина
- Орден Трудового Красного Знамени